# Casablanca Records
Pour les articles homonymes, voir Casablanca (homonymie).
 (janvier 2024).
Si vous disposez d'ouvrages ou d'articles de référence ou si vous connaissez des sites web de qualité traitant du thème abordé ici, merci de compléter l'article en donnant les références utiles à sa vérifiabilité et en les liant à la section « Notes et références ».
Casablanca Records est un label discographique américain de la côte ouest qui a produit des groupes et artistes tels que les Village People, Parliament, Patrick Juvet, Kiss, Donna Summer ou encore Lipps Inc.

## Histoire
En 1973, Neil Bogart créé le label de musique dont le nom lui est inspiré par le film Casablanca avec Humphrey Bogart, acteur dont il avait pris le nom. Son inspiration alla jusqu'à l'aménagement d'une réplique du Rick's American Café du film dans leurs seconds bureaux sur Sunset Boulevard que les employés surnomment « the Casbah ».
La major Warner Bros qui détenait les droits de ce film finança la création du label. Dès l'été 1974, Neil Bogart, désabusé par l'équipe de gestion qui lui avait été imposée, proposa de signer un accord afin de rembourser au plus vite la major et ainsi garder sa liberté. N'ayant pas eu de résultats de vente convaincants, Warner Brother accepta le marché.
Le groupe de hard rock Kiss fut le premier succès public du label. L'album Alive! pressé en 1975 fut disque de platine.
Le label Casablanca Records est avant tout lié à la scène disco. En 1975, le sensuel Love to Love You Baby de Donna Summer, Giorgio Moroder et Pete Bellotte fut le premier hymne disco. Une version longue de 17 minutes demandée par Neil Bogart.
Marvel Comics s'est associé à Casablanca Records pour créer ensemble le personnage de Dazzler.
En 2004, Lindsay Lohan sort un disque sur Casablanca Records.

## Groupes et artistes
- Dennis Parker, Like an eagle, 1979
- Donna Summer 1975-1980 (fait un procès et quitte pour Geffen Records)
- Sabrina Salerno
- Captain and Tennille (1980)
- Irene Cara
- Cher (1979-1980)
- Fanny
- Hudson Brothers
- Kiss (1973-1982) (ensuite sur Mercury Records)
- Peter Criss (1980-1982)
- T.Rex (1974)
- Brie Larson (2004-2006) (ensuite sur Universal)
- Ryan Leslie
- Lipps Inc.
- Lindsay Lohan (2004-2006) (ensuite sur Motown)
- Love and Kisses
- Meco
- Buddy Miles
- Stephanie Mills (1983-1984)
- Giorgio Moroder
- Parlet
- Parliament
- Jeanie Reynolds
- The Ritchie Family (1979-1980)
- Larry Santos
- Stallion
- Santa Esmeralda
- Village People
- Robin Williams
- NSS16
- Angel
- Teri Desario
- Ryan Duarte
- Mantra
- Mika
- Seven Lions
- Outlines
- Sheila B.Devotion